# Facteur de promotion de la mitose
 (décembre 2016).
Si vous disposez d'ouvrages ou d'articles de référence ou si vous connaissez des sites web de qualité traitant du thème abordé ici, merci de compléter l'article en donnant les références utiles à sa vérifiabilité et en les liant à la section « Notes et références ».
Le Complexe CDK1-CyclineB ou MPF (de l'anglais mitosis-promoting factor) est un complexe protéique permettant le passage de la phase G2 à la phase M du cycle cellulaire. Il est également appelé facteur de promotion de la mitose. Il active ou inhibe des protéines cibles par phosphorylation et contrôle ainsi leur expression. Il est lui-même régulé par des kinases et phosphatases qui le phosphorylent et déphosphorylent respectivement.
Chez l’homme 6 complexes Cycline-cdk interviennent directement dans le bon déroulement du cycle cellulaire.

## Découverte
En 1971, deux équipes indépendantes de chercheurs (Yoshio Masui et Clement Markert, ainsi que Dennis Smith et Robert Ecker) ont découvert que les ovocytes de grenouille dont le cycle cellulaire était arrêté en phase G2 pouvaient être induits à progresser vers la phase M au moyen de microinjection de cytoplasme d'ovocytes stimulés hormonalement avec de la progestérone. Ce facteur contenu dans le cytoplasme et responsable de cette progression, est appelé Maturation Promoting Factor (MPF) parce que l'entrée d'ovocytes dans la phase de méiose est souvent dénommée « maturation des ovocytes ». D'autres études ont montré, cependant, que l'activité du MPF ne se limite pas à favoriser l'entrée d'ovocytes dans la méiose. Au contraire, le MPF est également présent dans les cellules somatiques, où il provoque l'entrée en phase M du cycle mitotique.
Des preuves avait été précédemment obtenues en 1966, qu'un facteur diffusible régissait l'entrée en mitose en utilisant le Myxomycète Physarum polycephalum dans lequel les noyaux de la forme plasmodiale multiples nuclée subissent des mitoses synchrones. En fusionnant les plasmodes dont les cycles cellulaires étaient déphasés entre eux, cela conduit à une mitose synchrone dans le prochain cycle mitotique. Ce résultat démontre que l'entrée mitotique était contrôlée par un facteur diffusible cytoplasmique et non par une « horloge nucléaire ».

## Structure
MPF est composé de deux sous-unités :
- Une sous unité catalytique: La kinase cycline-dépendante CDK1, qui phosphoryle des sérines et thréonines spécifiques sur ses protéines cibles en consommant de l'ATP. Comme les autres CDK, elle est constituée de deux lobes: le lobe N et le lobe C. À l'intersection des deux lobes se trouve un site catalytique où a lieu la phosphorylation. Le site comprend deux poches juxtaposées : l'une pour accueillir le substrat (protéine à phosphoryler), l'autre pour recevoir l'ATP. Sa concentration  ne varie pas au cours du cycle cellulaire.
- une sous unité régulatrice: La cycline B, sans laquelle le complexe n'est pas capable de phosphoryler. Sa concentration varie durant le cycle, elle augmente durant l'interphase, atteint son maximum en milieu de mitose et chute brusquement au passage phase M-phase G1.

La concentration en MPF varie donc en fonction de celle en cycline B, qui est limitante, au cours du cycle cellulaire.

## Cibles
Le MPF phosphoryle notamment :
- les condensines et les histones, ce qui permet la compaction de l'ADN
- les lamines, ce qui permet la dépolymérisation de la lamina et la fragmentation de l'enveloppe nucléaire
- la myosine, inhibant la cytodiérèse (anneau contractile)
- les protéines nécessaires à la mise en place du fuseau et séparation des centrosomes
- les MAPs : changement de la dynamique des microtubules en mitose

## Rôle dans le cycle cellulaire
- Les phosphatases Cdc25 permettent l'accès à la poche ATP et l'activation des complexes Cdk-cyclines.
- Wee1, en phosphorylant la tyrosine 15, empêche l'accès à la poche ATP.

Au cours de la phase G1, la composante CDK1 du MPF est inactive en raison de l'enzyme inhibitrice Wee1, ce qui rend le MPF inactif. Au cours de la transition de la phase G2 à la phase M, CDK1 est déphosphorylé par CDC25. La composante CDK1 est maintenant libre et peut se lier à la cycline B, activer MPF et faire entrer la cellule dans la phase de mitose.
MPF, qui est essentiellement constitué d'une cycline B attachée à CDK1, active le CDC25 en une boucle de rétroaction positive et Wee1 en une boucle de rétroaction négative. Les deux boucles imbriquées plus un mécanisme d'hystérésis, créent des oscillations qui constituent le cycle de vie de la cellule, entraînant à chaque cycle une division en deux cellules sœurs.

## Régulation

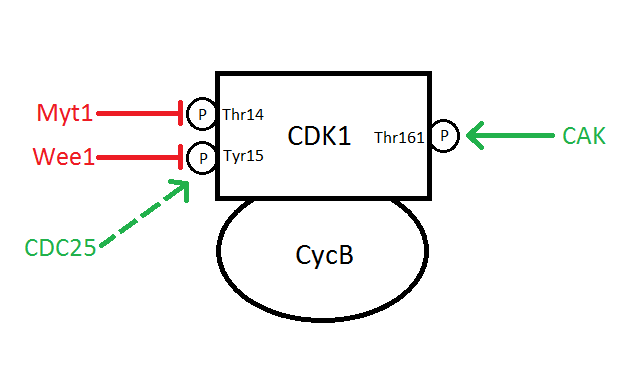
Les flèches vertes montrent une activation et les flèches rouges une inhibition. Les flèches pleines indiquent une phosphorylation et les flèches pointillées une déphosphorylation.

Le MPF peut être inhibé par phosphorylation par Myt1 sur la thr14 et par Wee1 sur la tyr15. Il est désinhibé par CDC25 qui enlève le phosphate sur la thr14. Il est activé par phosphorylation sur la thr161 par la CAK.
La kinase Plk1 (polo-like 1) initie l'activation du MPF en activant CDC25 et en inhibant Myt1 et Wee1.
Lors du passage métaphase-anaphase, le MPF est désactivé indirectement par le complexe APC/C. Celui-ci ubiquitine la cycline B pour l'adresser au protéasome qui la détruit.